# Sébastien Roudet
Sébastien Roudet (Montluçon, Allier, 16 de junio de 1981) es un futbolista francés. Se desempeña en la posición de centrocampista. Representó a su selección en la categoría sub-19, con la que ganó el Campeonato Europeo de la UEFA de 2000.

## Trayectoria
Tras pasar por las categorías inferiores de diversos equipos, Roudet debutó profesionalmente en 1998 con el Châteauroux, con Joël Bats como entrenador. Con este club llegó a la final de la Copa de Francia en la temporada 2003-04, la cual perdieron ante el París Saint-Germain por 1:0. Luego de esto, Roudet fichó por el Olympique de Niza por tres años.
Tras permanecer por dos temporadas en el Olympique de Niza, en junio de 2006 se unió al recién ascendido Valenciennes F. C., con el cual firmó un contrato por tres años.
Luego de dos temporadas en el Valenciennes, Roudet perdió su puesto en el esquema titular con la llegada del centrocampista Gaël Danic al equipo. Ante esta situación, tomó la decisión de fichar por el R. C. Lens. En 2011 firmó un contrato por tres temporadas con el F. C. Sochaux. Permaneció en el club hasta 2014.
En julio de 2014, regresó al Châteauroux. En agosto de 2015, a los treinta y cuatro años, firmó por dos temporadas con el Valenciennes F. C., donde ya había jugado entre 2006 y 2008. Se le dio el dorsal número 10.

## Estadísticas
La siguiente tabla detalla los encuentros disputados y los goles marcados por Roudet en los clubes en los que ha militado.
| Club                       | Temporada           | Liga | Liga | Liga | Copas nacionales * | Copas nacionales * | Copas nacionales * | Copas internacionales ** | Copas internacionales ** | Copas internacionales ** | Total | Total | Total |
| Club                       | Temporada           | PJ   | G    | A    | PJ                 | G                  | A                  | PJ                       | G                        | A                        | PJ    | G     | A     |
| -------------------------- | ------------------- | ---- | ---- | ---- | ------------------ | ------------------ | ------------------ | ------------------------ | ------------------------ | ------------------------ | ----- | ----- | ----- |
| L. B. Châteauroux Francia  | 1998-99             | 7    | 1    | -    | 1                  | 0                  | 0                  | -                        | -                        | -                        | 8     | 1     | -     |
| L. B. Châteauroux Francia  | 1999-00             | 21   | 3    | -    | 4                  | 2                  | 0                  | -                        | -                        | -                        | 25    | 5     | -     |
| L. B. Châteauroux Francia  | 2000-01             | 36   | 9    | -    | 7                  | 0                  | 0                  | -                        | -                        | -                        | 43    | 9     | -     |
| L. B. Châteauroux Francia  | 2001-02             | 34   | 2    | -    | 5                  | 2                  | 0                  | -                        | -                        | -                        | 39    | 4     | -     |
| L. B. Châteauroux Francia  | 2002-03             | 31   | 4    | -    | 1                  | 0                  | 0                  | -                        | -                        | -                        | 32    | 4     | -     |
| L. B. Châteauroux Francia  | 2003-04             | 30   | 8    | -    | 7                  | 2                  | 0                  | -                        | -                        | -                        | 37    | 10    | -     |
| L. B. Châteauroux Francia  | Total               | 159  | 27   | -    | 25                 | 6                  | 0                  | 0                        | 0                        | 0                        | 184   | 33    | -     |
| Olympique de Niza Francia  | 2004-05             | 26   | 2    | -    | 2                  | 0                  | 0                  | 2                        | 0                        | 0                        | 30    | 2     | -     |
| Olympique de Niza Francia  | 2005-06             | 27   | 3    | -    | 6                  | 0                  | 0                  | 0                        | 0                        | 0                        | 33    | 3     | -     |
| Olympique de Niza Francia  | Total               | 53   | 5    | -    | 8                  | 0                  | 0                  | 2                        | 0                        | 0                        | 63    | 5     | -     |
| Valenciennes F. C. Francia | 2006-07             | 30   | 5    | -    | 4                  | 0                  | 0                  | -                        | -                        | -                        | 34    | 5     | -     |
| Valenciennes F. C. Francia | 2007-08             | 30   | 3    | 6    | 4                  | 0                  | 0                  | -                        | -                        | -                        | 34    | 3     | 6     |
| Valenciennes F. C. Francia | Total               | 60   | 8    | 6    | 8                  | 0                  | 0                  | 0                        | 0                        | 0                        | 68    | 8     | 6     |
| R. C. Lens Francia         | 2008-09             | 19   | 2    | 1    | 5                  | 1                  | 0                  | -                        | -                        | -                        | 24    | 3     | 1     |
| R. C. Lens Francia         | 2009-10             | 30   | 3    | 6    | 6                  | 1                  | 0                  | -                        | -                        | -                        | 36    | 4     | 6     |
| R. C. Lens Francia         | 2010-11             | 32   | 4    | 2    | 2                  | 0                  | 0                  | -                        | -                        | -                        | 34    | 4     | 2     |
| R. C. Lens Francia         | Total               | 81   | 9    | 9    | 13                 | 2                  | 0                  | 0                        | 0                        | 0                        | 94    | 11    | 9     |
| F. C. Sochaux Francia      | 2011-12             | 23   | 1    | 1    | 2                  | 0                  | 0                  | 2                        | 0                        | 0                        | 27    | 1     | 1     |
| F. C. Sochaux Francia      | 2012-13             | 29   | 4    | 3    | 3                  | 0                  | 0                  | -                        | -                        | -                        | 32    | 4     | 3     |
| F. C. Sochaux Francia      | 2013-14             | 29   | 0    | 5    | 1                  | 0                  | 0                  | -                        | -                        | -                        | 30    | 0     | 5     |
| F. C. Sochaux Francia      | Total               | 81   | 5    | 9    | 6                  | 0                  | 0                  | 2                        | 0                        | 0                        | 89    | 5     | 9     |
| L. B. Châteauroux Francia  | 2014-15             | 25   | 2    | 3    | 3                  | 0                  | 0                  | -                        | -                        | -                        | 28    | 2     | 3     |
| L. B. Châteauroux Francia  | Total               | 25   | 2    | 3    | 3                  | 0                  | 0                  | 0                        | 0                        | 0                        | 28    | 2     | 3     |
| Valenciennes F. C. Francia | 2015-16             | 10   | 0    | 6    | 1                  | 0                  | 0                  | -                        | -                        | -                        | 11    | 0     | 6     |
| Valenciennes F. C. Francia | 2016-17             | 30   | 3    | 2    | 1                  | 0                  | 0                  | -                        | -                        | -                        | 31    | 3     | 2     |
| Valenciennes F. C. Francia | 2017-18             | 30   | 8    | 6    | 0                  | 0                  | 0                  | -                        | -                        | -                        | 30    | 8     | 6     |
| Valenciennes F. C. Francia | 2018-19             | 6    | 0    | 1    | 0                  | 0                  | 0                  | -                        | -                        | -                        | 6     | 0     | 1     |
| Valenciennes F. C. Francia | Total               | 76   | 11   | 15   | 2                  | 0                  | 0                  | 0                        | 0                        | 0                        | 78    | 11    | 16    |
| Total en su carrera        | Total en su carrera | 535  | 67   | 42   | 65                 | 8                  | 0                  | 4                        | 0                        | 0                        | 604   | 75    | 42    |

- (*) Copa de la Liga de Francia y Copa de Francia.
- (**) Copa Intertoto de la UEFA y Liga Europa de la UEFA.

## Palmarés

### Campeonatos nacionales
| Título  | Club       | País    | Año     |
| ------- | ---------- | ------- | ------- |
| Ligue 2 | R. C. Lens | Francia | 2008-09 |

### Campeonatos internacionales
| Título                      | Equipo (*)           | País    | Año  |
| --------------------------- | -------------------- | ------- | ---- |
| Campeonato de Europa Sub-19 | Selección de Francia | Francia | 2000 |

(*) Incluyendo la selección